# آدورگری
آدورگری زبان مخفی دستفروشان کوچ‌نشین شیخ محمدی شرق افغانستان است که در حضور بیگانگان استفاده می‌کنند. این زبان از شش یا هفت سالگی به کودکان آموزش داده می‌شود. همه بزرگسالان آن را علاوه بر زبان مادری پارسی صحبت می‌کنند. : ۳۶ ظاهراً این نام از کلمه‌ای گرفته شده است که به فعالیت آن ها در دستفروشی اشاره دارد (ادور) و به‌طور آزمایشی پیشنهاد شده است که ممکن است نشان‌دهنده ارتباط احتمالی با مردم خردوری ازبکستان باشد.
پنج کلمه زیر در این زبان مشخص است: چملائی «نان»، داناب «دختر، زن»، دوکا «خانه»، لم «گوشت» و راشوک «مرد».